# Manfred Bormann
Manfred Bormann (* 15. Januar 1934 in Neidenburg; † 24. Dezember 2023) war ein deutscher Physikdidaktiker.

## Leben
Nach dem Abitur 1953 in Gelsenkirchen studierte er von 1954 bis 1960 Physik in Göttingen und Hamburg. Nach der Promotion zum Dr. rer. nat. am 11. September 1962 und der Habilitation am 3. Februar 1966 für das Fach Experimentalphysik in Hamburg wurde er 1970 zum Professor ernannt. 1975 nahm Bormann den Ruf der Bochumer Fakultät für Physik und Astronomie auf den Lehrstuhl für Didaktik der Physik an. Er war 1978/79 und nochmals von 1985 bis 1989 Dekan seiner Fakultät, von 1980 bis 1982 Prorektor für Lehre, Studium und Studienreform und von 1990 bis 1994 Prorektor für Forschung und wissenschaftlichen Nachwuchs. Von 1994 bis 1998 war er Rektor der Ruhr-Universität Bochum und 1997/98 Vorsitzender der Landesrektorenkonferenz.